# Liste de mines au Botswana
Voici une liste de mines situées au Botswana, triée par type de production.

## Liste manuelle

### Charbon
- Mine de Morupule

### Cuivre-nickel
- mine de cuivre-nickel BCl, Selibe Phikwe

### Diamants
- Mine de Damtshaa
- Mine de Jwaneng
- Mine de Letlhakane
- Lerala
- mine de diamant Karowe
- mine de diamant Orapa

### Or
- Mine d'or Mupane